# Sherwood Pictures
Sherwood Pictures est une société de production cinématographique de films liés au  christianisme évangélique. Son siège est situé à Albany (Géorgie), aux États-Unis.

## Histoire
Sherwood Pictures est fondée en 2003 par le pasteur baptiste Alex Kendrick, comme un ministère de l’Église baptiste de Sherwood à Albany (Géorgie),.
En 2003, elle a sorti son premier film Flywheel dans une seule salle de cinéma, mais ce dernier a été un succès en vente DVD.
Ses autres films, Facing the Giants sortie en 2006, Fireproof sortie en 2008 et Courageous sortie en 2011, ont été diffusés dans tout le pays et ont été des succès au box-office .
En 2013, Alex Kendrick et ses deux frères ont quitté le ministère de Sherwood Pictures pour fonder la société de production Kendrick Brothers .